# La Canne de M. de Balzac
La Canne de M. de Balzac est un roman écrit par Delphine de Girardin et publié en 1836. Cette oeuvre apparaît comme une sorte de roman parodique, se voulant une satire de la société contemporaine de Girardin, et en particulier de son ami Honoré de Balzac.

## Résumé
M. de Balzac possède une canne qui rend invisible quiconque la tient de la main gauche. Un homme, qui a le « malheur d’être beau, — fatalité vous poursuit toujours à toute heure de votre vie, — obstacle à toute chose,— bonheur ridicule que les niais vous envient, — faveur des dieux qui fait de vous un Paria, condamné à trainer sur la terre une existence misérable entre les pères prudens et les maris épouvantés qui vous proscrivent. » s’appelle, pour comble de malheur, Tancrède, nom de tragédie, et Dorimont, nom de comédie. Tancrède Dorimont ayant trouvé sous sa main la canne de M. de Balzac, ses malheurs cessent de suite. Il peut désormais lire aussi couramment que Balzac dans le cœur de toutes les femmes. Tancrède devient riche. Quand parmi toutes les femmes, il en a trouvé une, il l’épouse, et l’emmène à Blois, et rend sa canne à M. de Balzac.

## Éditions modernes
- Delphine de Girardin (préf. Arlette Michel), Nouvelles, Slatkine, coll. « Ressources », 1979, xxi-348 p., 22 cm (ISBN 978-2-05000-123-7, OCLC 10831391)
- Delphine de Girardin (préf. Marie-Ève Thérenty), La Canne de M. de Balzac, Éditions des Véliplanchistes, coll. « Matrimoine », 2024, 272 p. (EAN 978-2-49255-010-2).
- Delphine de Girardin (préf. Martine Reid), La Canne de M. de Balzac, Gallimard, coll. « Folio classique », 2024, 290 p., 18 cm (ISBN 978-2-07298-917-9, OCLC 1484298362).